# Stammenderbos
Het Stammenderbos is een bosgebied in de gemeente Beekdaelen in de Nederlandse provincie Limburg. Het ligt ten noordoosten van Spaubeek, ten zuidoosten van Sweikhuizen en maakt deel uit van het natuurgebied het Geleenbeekdal dat beschermd wordt door de Vereniging Natuurmonumenten. Het bos is een hellingbos en ligt op de noordelijke helling van het Geleenbeekdal en de zuidwestelijke helling van het Stammenderveld, een terras van Plateau van Doenrade. Aan de voet van het hellingbos stroomt de Geleenbeek, met aldaar de olie-watermolen bij buurtschap Oude Kerk en de Sint Jansmolen. Op het plateau staat aan de noordoostzijde de hoeve Stammenhof, waarnaar het bos is vernoemd.
Aan de andere kant van Sweikhuizen ligt het Danikerbos op de Danikerberg.

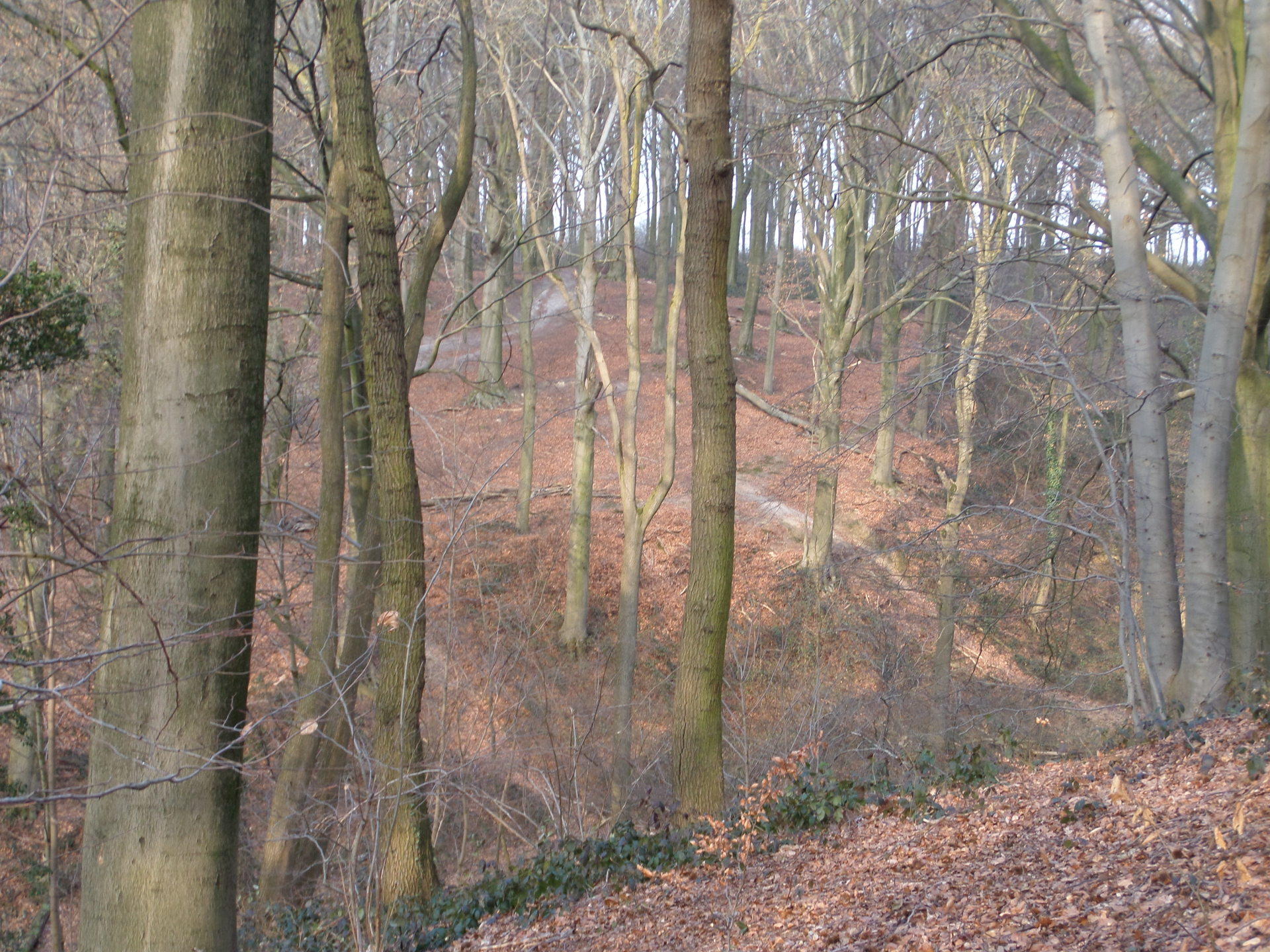
Steile hellingen in het Stammenderbos